# Bostrychia olivacea
Bostrychia olivacea е вид птица от семейство Ибисови (Threskiornithidae). Среща се в Камерун, Република Конго, Демократична Република Конго, Кот д'Ивоар, Габон, Гана, Кения, Либерия, Сао Томе, Сиера Леоне, Танзания и Замбия.

## Разпространение
Видът е разпространен в Габон, Гана, Камерун, Демократична република Конго, Република Конго, Кот д'Ивоар, Кения, Либерия, Сао Томе и Принсипи, Сиера Леоне и Танзания.